# Diözese von Dorostol
Die Diözese von Dorostol (bulgarisch Доростолска епархия/Dorostolska Eparchija) ist eine Eparchie (Diözese) der Bulgarisch-orthodoxen Kirche mit Sitz in Silistra. Die Diözese ist eine der kleinsten, jedoch einer der ältesten in Bulgarien und geht auf das Jahr 390 zurück. Als erster Bischof ist Auxentius von Dorostorum bekannt, ein Schüler von Wulfila. Der Name der Diözese leitet sich von dem antiken Namen Silistras, Dorostorum ab.
Heute teilt sich die Diözese von Dorostol in drei Okolii: Silistra, Dulowo und Terwel. Zentrum der Diözese ist die Donaustadt Silistra (früher Dorostol). In der Diözese existieren rund 60 Gotteshäuser und zwei Klöster.

## Geschichte
Die Diözese gehört zu den ersten, die in den bulgarischen Ländern gebildet wurden. Sie wurde um das Jahr 390 gegründet und ihr erster Bischof war Auxentius (bulg. Авксентий), ein Schüler des Heiligen Wulfila. Bereits vor ihm fasste das Christentum in der Region Boden, so sind 12 christliche Märtyrer aus dem Anfang des 4. Jahrhunderts bekannt. Aus dem 5. und 6. Jahrhundert sind die Bischöfe von Dorostol Jacob, Monofil, Iaon und Dultsisim, die an ökumenischen Konzilen teilnahmen, bekannt. Im 7. Jahrhundert mit der Ankunft der Slawen und Protobulgaren wurde die Diözese vorübergehend geschlossen und die Reliquien der Märtyrer Dasios, Maximus, Dada, und Quinctilian nach Konstantinopel gebracht.
Nach der Christianisierung der Bulgaren im Jahr 865 wurde die Diözese Drastar (der mittelalterliche Name von Dorostol) als eine der ersten Diözesen der Bulgarischen-orthodoxen Kirche gebildet. Im Jahr 870 war die Residenz des Bischofs Nikolai, sowie die bischöfliche Basilika, die am Ort des Todes des Heiligen Emilian gebaut wurde, fertiggestellt worden. Im Jahr 927 wurde der Bischof von Drastar, Damjan, zum Patriarch und die Bulgarisch-orthodoxe Kirche zum Patriarchat ernannt.
Im Jahr 971 eroberte Byzanz Ost-Bulgarien, und die Hauptstadt Preslaw wurde nacheinander nach Serdica, Skopje, Prespa, Bitola und Ohrid verlegt. Der bulgarische Patriarch Damjan flüchtete ebenfalls nach Ohrid. Dadurch verlegte sich auch der Sitz der Bulgarisch-orthodoxen Kirche. Nach der endgültige Eroberung Bulgarien 1018 wurde die Diözese von Dorostol, wie alle ehemaligen Diözesen der Bulgarisch-orthodoxen Kirche, kirchlich 1020 dem Erzbischof von Ohrid und ganz Bulgarien unterstellt. Mitte des 11. Jahrhunderts wurde der Bischof von Drastar Leontij zum Metropoliten geweiht und stellte sich dem ökumenischen Patriarchat von Konstantinopel unter. Seine Nachfolger werden die Bischöfe Christopher und Leo Chrisianit – ein bekannter Schriftsteller und Theologe.
Nach der Unabhängigkeit Bulgariens von der byzantinischen Herrschaft 1186 und der Wiederherstellung der bulgarischen Kirche wurde Dorostol Sitz des Patriarchen von Tarnowo. Es sind die Namen von sechs Bischöfe von Dorostol aus dem 14. Jahrhundert: Kiril, Averkij, Teodul, Joseph, Dionysos, Kalinik und Sacharij. Nach der türkisch-osmanischen Invasion im späten 14. Jahrhundert wurde die Diözese Drastar-Silistra dem Patriarchat von Konstantinopel unterstellt. Ihr Bischof Kalist nahm an dem Konzil von Florenz 1439 teil.
Von 15. bis 19. Jahrhundert zählt die Diözese von Dorostol-Silistra zu den wichtigsten Diözesen des ökumenischen Patriarchats von Konstantinopel. Im 17. und 18. Jahrhundert sind auch die Kirchengemeinden an der unteren Donau, in der Walachei und Moldau den Bischöfen von Dorostol unterstellt.
Am 28. Februar 1870 bewilligte der osmanische Sultan Abdülaziz ein Ferman (→Ferman zur Errichtung des Bulgarischen Exarchats) für die Einrichtung einer bulgarischen kirchlichen Organisation in der Form des Exarchats. Dadurch gelang der Bulgarisch-orthodoxen Kirche (kurz BOK) nach Jahrhunderte andauernde Osmanische Herrschaft erneut eine begrenzte Unabhängigkeit. Das bulgarische Exarchat war eine Kirchenorganisation, die die religiösen Belange der Bulgaren selbst regeln sollte und nur dem Sultan unterstellt war. Die Grenzen der Diözesen wurden im Artikel 10 des Fermans festgelegt. Sitz des bulgarischen Exarchen wurde die Sankt Stefan-Kathedrale im Istanbuler (damals noch Konstantinopel) Stadtviertel Fener.
Am 23. Februar 1871 startete das erste Kirchen- und Volkskonzil der Neuzeit mit dem Ziel die wichtigsten Fragen für die Tätigkeit der Bulgarisch-orthodoxen Kirche in der Organisation und Aufbau zu regeln. Einer der Beschlüsse war die Zusammenlegung der Diözese von Dorostol mit der Diözese Tscherwen (Russe) unter den Namen Diözese von Dorostol und Tscherwen (bulg. Доростоло-Червенска епархия). Als Sitz der neuen Eparchie wurde die Stadt Russe gewählt, die zu diesem Zeitpunkt eine der größten Städte Bulgariens war.
Während des fünften Kirchen- und Volkskonzils der Bulgarisch-orthodoxen Kirche wurde am 17. Dezember 2001 beschlossen, die Diözese von Dorostol mit Sitz in Silistra wiederherzustellen sowie die Diözese von Tscherwen in Diözese von Russe umzubenennen. Am 12. Oktober 2003 wurde der Bischof des Klosters Trojan, Ilarion, zum Metropoliten der wiederhergestellten Diözese von Dorostol geweiht.
Im Jahr 2003 kehrte ein Teil der Reliquien des Heiligen Dasius nach Silistra zurück. Sie werden seitdem – gemeinsam mit den Reliquien des Heiligen Kyril Aksiopolski, der im Jahr 304 als Märtyrer starb – in der Kathedrale Hl. Peter und Pawel in Silistra aufbewahrt.
Am 28. Oktober 2009 starb der Metropolit Ilarion, der zwei Tage später in der Krypta der Peter und Pawel-Kathedrale beigesetzt wurde. Als Nachfolger wurde im Januar 2010 der Bischof von Branizi Amwrosij gewählt.

## Wichtige Kirchenbauten
- Kathedrale Hl. Peter und Pawel in Silistra
- Die Hl. Märtyrer Georg-Kirche in Dulowo
- Das Kloster Ajdemir

## Leitende Geistliche ab 2003
- Metropolit Ilarion von Dorostol (2003–2009)
- Metropolit Amwrosij (2010–2020)